# Sechet-iaru
Sechet-iaru (auch Gefilde der Binsen; Kurzform: Aaru, Earu, Hetep, Iaru, Jaru, Tjau) ist in der ägyptischen Mythologie ein Teil des Landes Ta-djeser in der Duat, dem von Osiris regierten Jenseits. Es markiert – im Gegensatz zur Düsternis des Totenreiches – die hell erleuchtete Region. Das Gebiet Sechet-iaru ist wiederum in die Teilbereiche Sechet-hetep und Sechet-tjau unterteilt, wobei Sechet-tjau erst in der Spätzeit aus einer Verlesung von Sechet-iaru neu entstand.

## Hintergrund
Vom Alten Reich bis zur Ptolemäerzeit erfuhren die Vorstellungen des Lebens im Totenreich wesentliche Veränderungen. Alte Traditionen lebten neben den jeweiligen Neuerungen weiter. Das altägyptische Totenbuch beschreibt in mythologischen Erzählungen die Vorstellungen vom Leben nach dem Tod in der Duat. Vor der Erstellung des Totenbuches fanden verschiedene Jenseitsvorstellungen in den Spruchvorgängern der Pyramiden- und Sargtexte literarischen Eingang.
Die meist für Sechet-iaru unzureichend verwendete Bezeichnung „Binsengefilde“ verweist auf die Gebiete des Nildeltas und der Oase Fayum, die wahrscheinlich als Vorbilder für die Beschreibungen des Jenseits gedient haben. Durch den krassen Gegensatz der benachbarten Wüsten als Sinnbild des Todes im Vergleich zum schmalen fruchtbaren Grünstreifen, der Ägypten durchzog, schufen sich die Ägypter mit Sechet-iaru unter Ausschaltung der Gefahren ihre Vorstellungen vom Jenseits.

## Begriffsbedeutung
Die Bezeichnung Sechet-iaru besteht aus zwei eigenständigen Wortbedeutungen. Übersetzungen von Gefilde der Seligen führen zu falschen Vorstellungen, da damit Lebensbedingungen wie im Paradies in Zusammenhang gebracht werden. Nach dem Tod besaß Sechet-iaru nicht nur den ausschließlichen Zweck, den Toten ein Leben im Paradies zu ermöglichen, sondern umfasste auch noch andere mythische Aspekte.
Bemerkenswert ist ab der 21. Dynastie die häufige zusätzliche Verwendung des Schlangen-Determinativs, das in den mythologischen Papyri des Neuen Reichs fehlte. Im weiteren Verlauf der Spätzeit gehörte die Schlangenhieroglyphe I 14 regelmäßig zum Bestandteil von Sechet-iaru, wobei auffälligerweise in nicht-mythologischen
Papyri wahlweise die Pflanzen- und Stadtdeterminative auftreten.

### Sechet
Der Begriff „Sechet“ steht für Feld beziehungsweise Gefilde, was eine große Region beinhaltet und daher auch mit Landschaft übersetzt werden kann. Eine Auslegung im Sinne von Land hinsichtlich Feld oder Ackerland ist daher nicht treffend, da so eine zu kleine Fläche suggeriert werden würde. Der Begriff „Sechet“ bezog sich auf mehrere landschaftliche Gebiete:
- Nilschwemme: Landwirtschaftliche Felder direkt am Nil, die von der jährlichen Nilschwemme überflutet wurden.
- Nilinseln: Die im Niltal über dem Wasserspiegel liegenden Landflächen, die als umschlossene Gebiete landwirtschaftlich genutzt werden können.
- Schilfgebiete: Landabschnitte mit Röhrichtzonen, die an stehenden und langsam fließenden Gewässern bis zu einem Meter Wassertiefe vorkommen.
- Wüstenrandgebiete: Tümpel, Oasen und nur zeitweilig nutzbarer Ackerboden, der nach dem Ende der Regenzeit langsam wieder austrocknet.

### Iaru
„Iaru“ bedeutet Binse oder Sumpfgras. Eine gesicherte Übersetzung liegt nicht vor, weshalb auch hier weitere Bedeutungen vorliegen können; beispielsweise auch als allgemeiner Begriff der natürlichen Vegetation, die meist von Wasserläufen umgeben ist. Ein Bezug zu Pflanzen gilt als gesichert, da in medizinischen Papyri das Wort „Iar“ eine Pflanze oder Pflanzenteil betitelt.
Hinzu kommt ergänzend das Determinativ der Hieroglyphe M 2. Iaru ist immer im Plural geschrieben und kann daher auf zahlreiche Pflanzen oder Pflanzenfelder bezogen sein. In Ägypten waren zwei Binsenarten vertreten, die auf feuchten Böden weit verbreitet wuchsen.

## Lage
Sechet-iaru wurde einem Elysium gleichgesetzt und als Gruppe von weizenbedeckten Inseln innerhalb von Flüssen beschrieben. Einem bislang unpublizierten Text ist zu entnehmen, dass es bei Memphis ein Gebiet mit Wasserläufen und Gärten gab, das den Namen Sechet-iaru trug und mit dem Sechet-iaru der Duat verglichen wurde. Der Sonnengott besuchte Sechet-iaru jeweils zur neunten Tagesstunde, weshalb die Region zunächst im südwestlichen Sternenhimmel vermutet wurde. Der Ägyptologe Rolf Krauss konnte aufgrund der Totenbuchtexte Sechet-iaru auch in der südlichen und südöstlichen Himmelsregion lokalisieren. Sechet-iaru repräsentierte so als Untergangs- und Aufgangsbereich der Sonne den Vorhof der göttlichen Ordnung des Sternenhimmels.
Häufig wird in diesem Zusammenhang auch ein Bewässerungskanal erwähnt, der für die Versorgung der himmlischen Felder sorgte und als Gleichsetzung des Nils galt. In den letzten Stunden der Nacht reinigte sich der Sonnengott im Wasser von Sechet-iaru, um kurze Zeit später von Nut wiedergeboren zu werden und täglich neu aufzugehen, um seine Tagesreise auf der Erde anzutreten.
Im Totenbuchspruch 149 wird die Topografie beschrieben, wonach sich in Sechet-iaru verschiedene Hügel in den Binsenlandschaften befinden, die mit Getreide bewachsen sind. Die Binsenlandschaften waren jeweils von einer Erzmauer umgeben und lagen als Inseln inmitten des gewundenen Wasserlaufes Merencha, die nur mittels eines Schiffes erreicht werden konnten. Im Gebiet von Sechet-iaru lebten außerdem Nilpferde, die im Zusammenhang von Getreide und Pflanzen zu sehen sind und einen gemeinsam genutzten Lebensraum darstellten. In weiteren Darstellungen sind Bewirtschaftungsszenen und Barkenstationen zu erkennen, zu denen Re-Harachte regelmäßig mit seiner Himmelsbarke fuhr.

## Tätigkeiten in Sechet-iaru

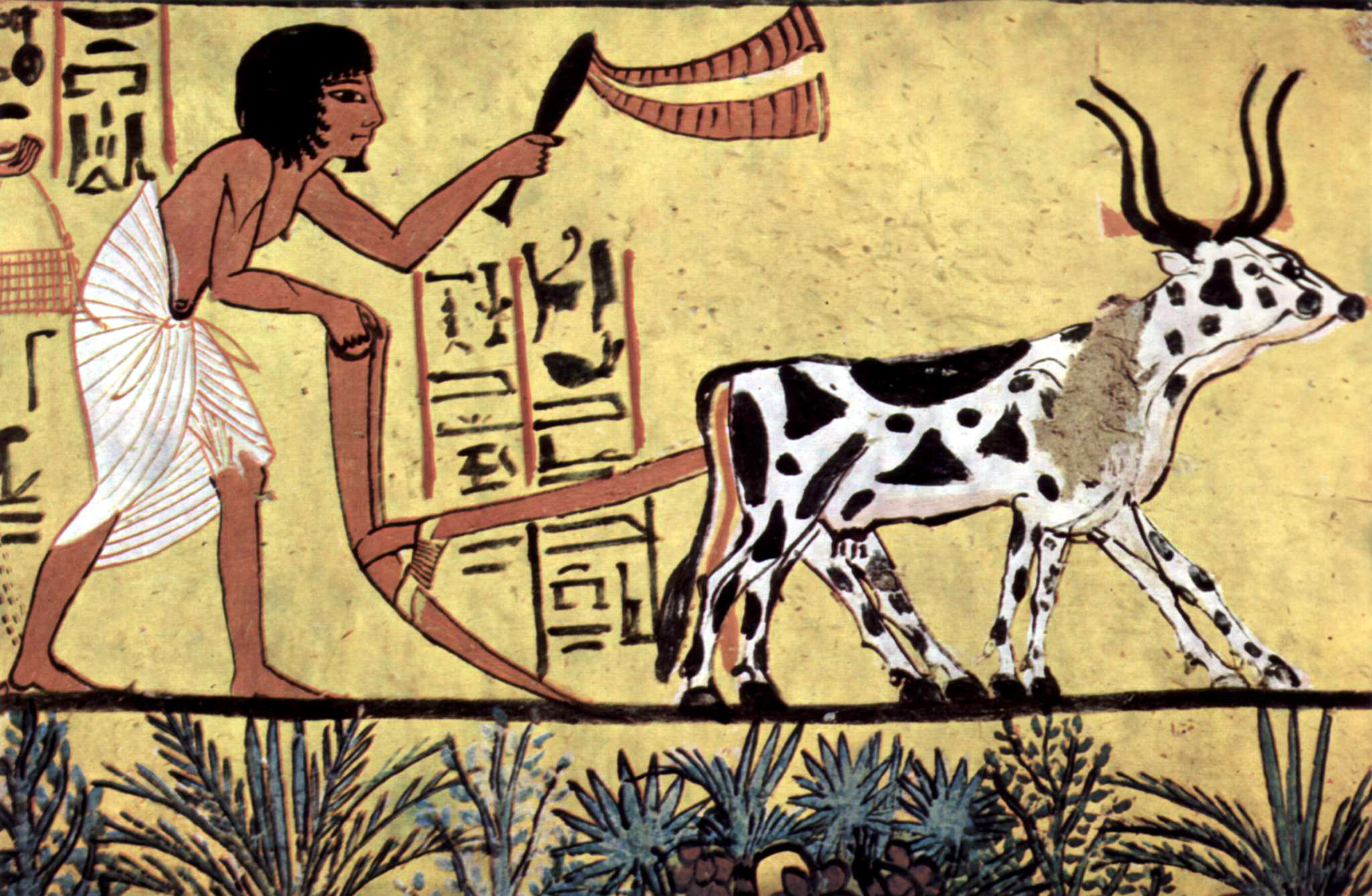
Ernte in Sechet-iaru
(Grab Sennedjem)

Schon in irdischer Zeit wurde den Ägyptern dieser Landstrich unter der Voraussetzung versprochen, dass im späteren Totengericht die Prüfungen des Herzens bestanden werden. Seelen, die weniger als die Feder der Maat (Wahrheit) wogen, wurden nach Sechet-iaru gesandt. Vor allem in den Pyramidentexten sind die Sechet-iaru der Ort der rituellen Reinigung des Toten. In den Sargtexten des Mittleren Reiches tritt die Vorstellung in den Vordergrund, dass sie die Versorgung des Toten sicherstellen. Diese Vorstellung findet sich auch im Neuen Reich.
Nach Ankunft in Ta-djeser übernahmen die Verstorbenen ein bereitgestelltes landwirtschaftliches Feld zur Bewirtschaftung. Die Diener des Horus, die für die Ernte zuständig waren, versorgten so den Verstorbenen mit allen notwendigen Materialien sowie der fehlenden Nahrung. Um auch von den restlichen Arbeiten befreit zu sein, ließen sich viele Ägypter als Grabbeigabe wenigstens eine Uschebti mitgeben. Einige Sprüche aus dem Totenbuch beschreiben diesen mythischen Teilaspekt als paradiesische Region:

„Der Verstorbene bewohnt Sechet-iaru, ein windreicher Ort, an dem alles für ihn getan wird, was getan werden muss. Ein Feld mit sieben Ellen hoher Gerste und Dinkel bekommt er, damit er sich Brot und Kuchen daraus mache. Die Horusdiener ernten für ihn, der dann das verzehrt, was die Horusdiener ihm ernten.“